# Exocentrus undulatofasciatus
Exocentrus undulatofasciatus är en skalbaggsart som beskrevs av Pierre Lepesme och Stefan von Breuning 1953. Exocentrus undulatofasciatus ingår i släktet Exocentrus och familjen långhorningar.
Artens utbredningsområde är:
- Botswana.
- Gabon.
- Ghana.
- Moçambique.

Inga underarter finns listade i Catalogue of Life.